# Willowbrook (hrabstwo Will)
Willowbrook – jednostka osadnicza w Stanach Zjednoczonych, w stanie Illinois, w hrabstwie Will.